# ماکسیم فدوتف
ماکسیم ویکتوروویچ فدوتف ((به روسی: Макси́м Ви́кторович Федо́тов)؛ زادهٔ ۲۴ ژوئیه ۱۹۶۱) نوازنده ویولن و رهبر (موسیقی) اهل روسیه است. وی در سال ۲۰۰۲ به عنوان هنرمند مردمی روسیه انتخاب شد.
ماکسیم در خانواده‌ای اهل موسیقی که پدرش ویکتور رهبر ارکستر بود به دنیا آمد. در مدرسه موسیقی سن پترزبورگ و هنرستان موسیقی مسکو به تحصیل موسیقی پرداخت. او با بسیاری از ارکسترها معروف و رهبران نامدار آنها به اجرای برنامه پرداخته‌است.